# Paralelo 50 norte

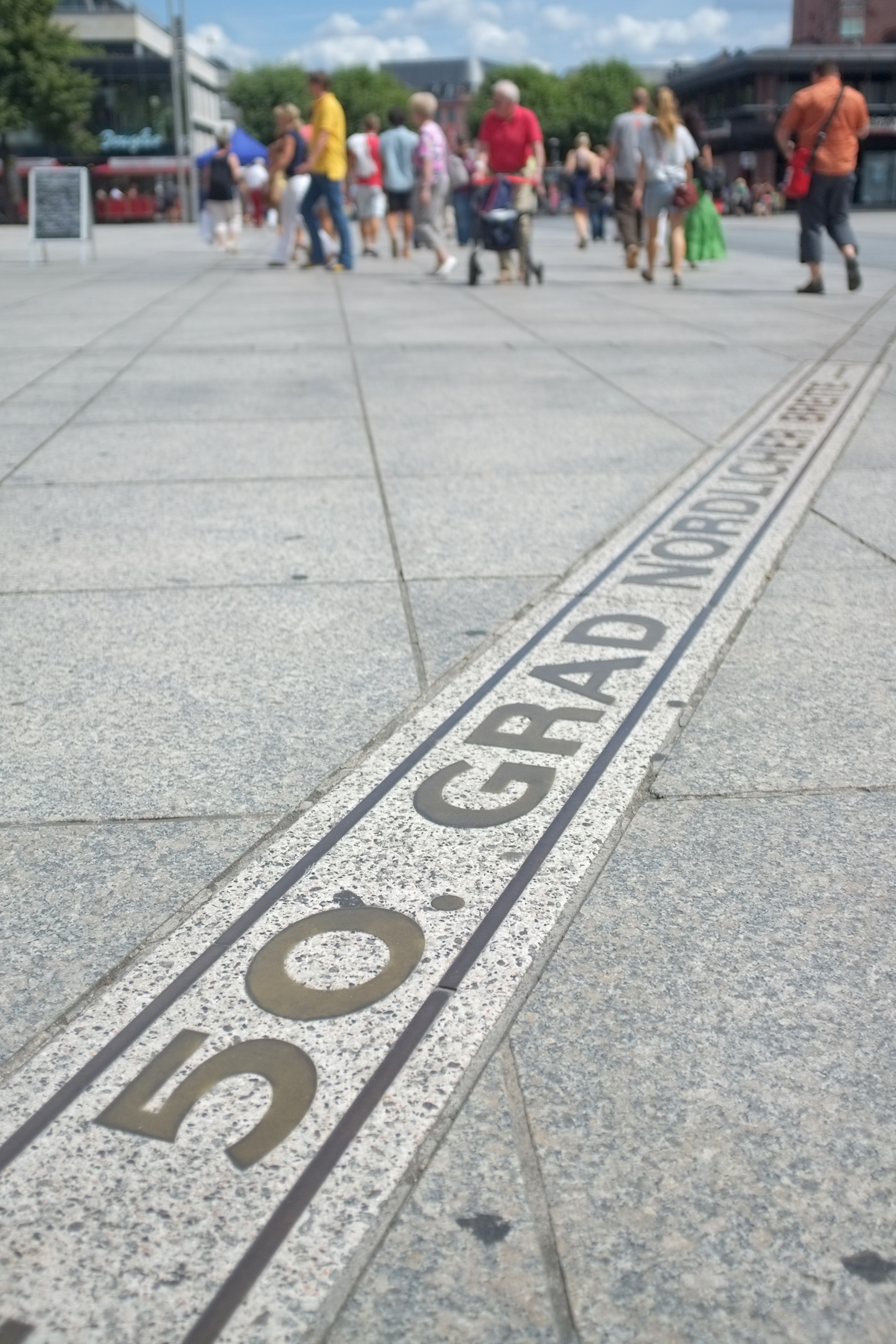
Marca de 50° latitud en el centro de Maguncia

El paralelo 50° norte es un paralelo que está 50 grados al norte del plano ecuatorial de la Tierra.
A esta latitud el día dura 16 horas con 22 minutos en el solsticio de junio y 8 horas con 4 minutos en el solsticio de diciembre.
Comenzando en el meridiano de Greenwich en la dirección este, el paralelo 50 norte pasa sucesivamente por:
| País, territorio o mar | Notas                                                                                            |
| ---------------------- | ------------------------------------------------------------------------------------------------ |
| Canal de la Mancha     |                                                                                                  |
| Francia                |                                                                                                  |
| Bélgica                |                                                                                                  |
| Francia                |                                                                                                  |
| Bélgica                |                                                                                                  |
| Luxemburgo             |                                                                                                  |
| Alemania               |                                                                                                  |
| República Checa        |                                                                                                  |
| Polonia                |                                                                                                  |
| República Checa        |                                                                                                  |
| Polonia                |                                                                                                  |
| Ucrania                |                                                                                                  |
| Rusia                  |                                                                                                  |
| Ucrania                |                                                                                                  |
| Rusia                  |                                                                                                  |
| Kazajistán             |                                                                                                  |
| Rusia                  |                                                                                                  |
| Kazajistán             |                                                                                                  |
| Rusia                  |                                                                                                  |
| Mongolia               |                                                                                                  |
| Rusia                  |                                                                                                  |
| Mongolia               |                                                                                                  |
| Rusia                  |                                                                                                  |
| Mongolia               |                                                                                                  |
| Rusia                  |                                                                                                  |
| China                  |                                                                                                  |
| Rusia                  |                                                                                                  |
| Estrecho de Tartaria   |                                                                                                  |
| Rusia                  | isla de Sajalín                                                                                  |
| Mar de Ojotsk          |                                                                                                  |
| Rusia                  | Isla Paramushir                                                                                  |
| Océano Pacífico        |                                                                                                  |
| Canadá                 | Columbia Británica - Isla de Vancouver y continente Alberta Saskatchewan Manitoba Ontario Quebec |
| Golfo de San Lorenzo   |                                                                                                  |
| Canadá                 | Isla de Terranova, Terranova y Labrador                                                          |
| Océano Atlántico       |                                                                                                  |
| Reino Unido            | Inglaterra                                                                                       |
| Canal de la Mancha     |                                                                                                  |